# Jaromír Ondráček
Jaromír Ondráček (30. dubna 1931 Dolní Kounice – 1. března 2003 Brno) byl český archeolog, který se zabýval závěrem doby kamenné a počátkem doby bronzové.

## Odborné vzdělání a zaměstnání
V letech 1951–1956 studoval archeologii na Filozofické fakultě Univerzity Jana Evangelisty Purkyně v Brně (dnes Masarykova univerzita) a studium ukončil obhajobou diplomové práce o protoúnětické kultuře. Od roku 1956 do roku 1990 pracoval v Archeologickém ústavu ČSAV v Brně, kde byl vedoucím technického oddělení, později vedoucím výzkumného úseku a v letech 1974 až 1990 zástupcem ředitele. V roce 1966 obhájil kandidátskou práci Časně únětická kultura na Moravě a problém jejího vzniku.

## Odborná činnost
Jaromír Ondráček se zabýval pravěkem střední Evropy a specializoval se na problematiku pozdního eneolitu a počátku doby bronzové. Prováděl celou řadu záchranných a systematických výzkumů (věteřovské sídliště v Budkovicích, epišňůrové pohřebiště v Holešově, sídliště kultury zvoncovitých pohárů v Bořitově a další). Byl členem vědeckého kolegia historie ČSAV, tajemníkem oborové komise archeologie nebo členem redakční rady Archeologických rozhledů a Památek archeologických. Vedle toho působil i jako školitel v rámci vědecké aspirantury.

## Publikace
- Depot z Prušánek a únětické hřivny na Moravě, PVM I, 1958, 17-47.
- Příspěvky k poznání kultury zvoncovitých pohárů na Moravě, PA LII, 1961, 149-158.
- K chronologickému zařazení manžetovitých náramků borotického typu, SlA IX, 1961, 49-68.
- Únětické pohřebiště u Rebešovic na Moravě, SbČSSA 2, 1962, 5-100.
- Nálezy měřanovicko-nitranského typu na Moravě, AR XV, 1963, 405-415.
- Moravská protoúnětická kultura, SlA XV, 1967, 389-446.
- Věteřovské sídliště v Budkovicích, FAM XVI, Brno 1982 (spolu s J. Stuchlíkovou).
- Pohřebiště nitranské skupiny v Holešově, Studie Muzea Kroměřížska 1985, 2-130 (spolu s L. Šebelou).
- Sídliště v Budkovicích a jeho postavení v rámci věteřovské skupiny, PA LXXIX, 1988, 5-37.
- Nitranská skupina, in: Pravěké dějiny Moravy, Brno 1993, 258-262.
- Siedlungen der Glockenbecherkultur in Mähren. Katalog der Funde, Pravěk - Supplementum 15, Brno 2005 (spolu s P. Dvořákem a A. Matějíčkovou).